# Annemarie Assmann
Annemarie Assmann (* 11. November 1938; † 22. November 1996) war eine deutsche Schauspielerin und Hörspielsprecherin.

## Leben und Werk

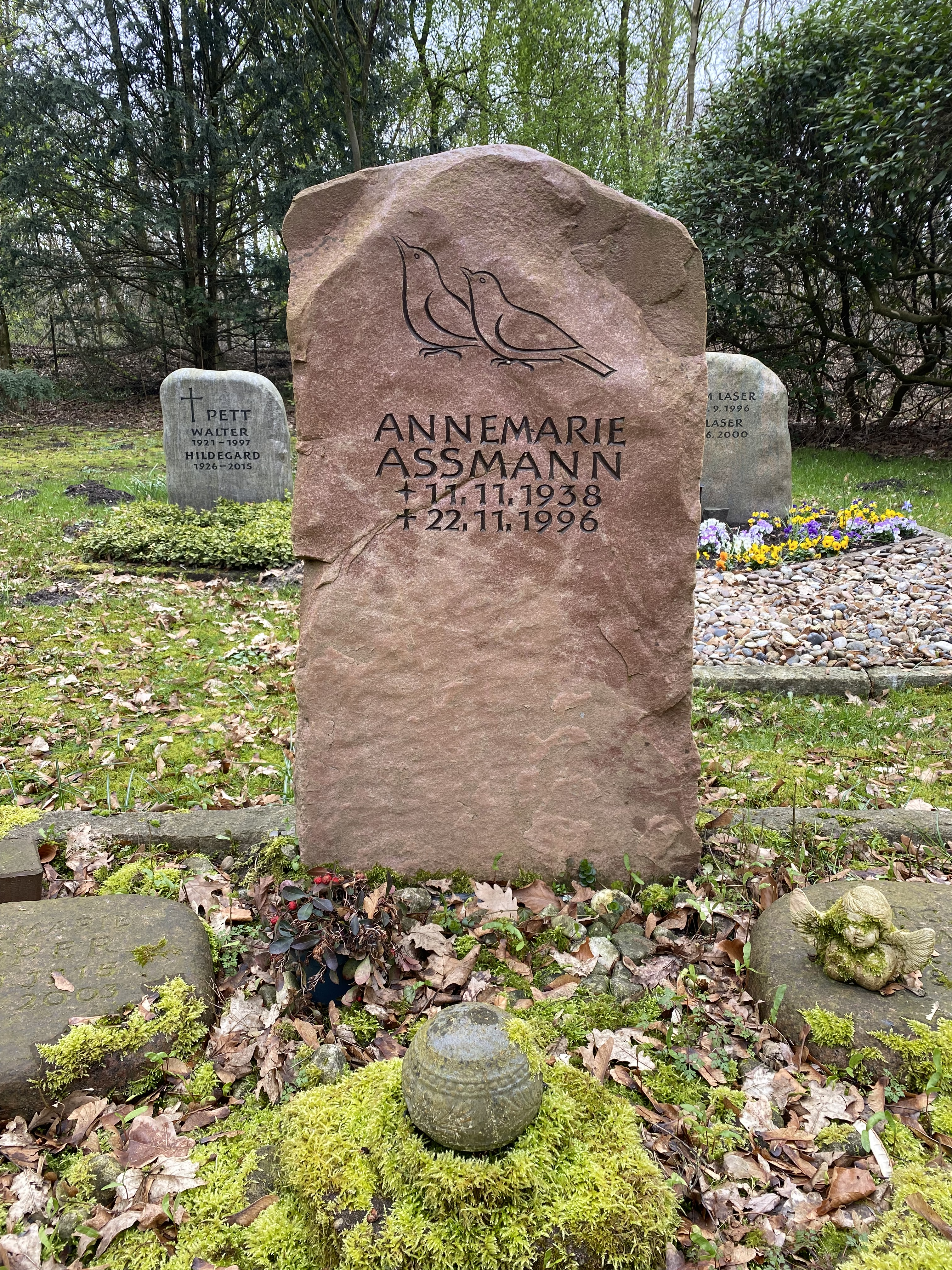
Grabstätte auf dem Friedhof Volksdorf

Annemarie Assmann spielte in Hamburg Theater. Nachgewiesen sind Auftritte im Ernst-Deutsch-Theater und am St. Pauli Theater, hier unter anderem 1972 in Wenn der Hahn kräht von August Hinrichs und ab 1974 an der Seite von Henry Vahl in Paul Möhrings Volksstück Zitronenjette. Im Ohnsorg-Theater war Assmann erstmals 1972 in der niederdeutschen Komödie Familienanschluß von Karl Bunje zu sehen.
In den 1970er- und 1980er-Jahren wirkte Assmann auch vor der Kamera, z. B. in einer Tatort-Folge und Serien wie Kümo Henriette oder Leonie Löwenherz. Daneben sprach sie 1973 und 1974 in niederdeutschen Hörspielproduktionen des NDR. 
Annemarie Assmann verstarb wenige Tage nach Vollendung ihres 58. Lebensjahres und wurde am 9. Dezember 1996 auf dem Hamburger Friedhof Volksdorf beigesetzt.

## Filmografie (Auswahl)
- 1970: Polizeifunk ruft – Abschiedsabend
- 1972: Wenn der Hahn kräht (Aufzeichnung aus dem St. Pauli-Theater)
- 1973: Familienanschluß
- 1973: Die Tausender-Reportage – Diskothek in Hamburg
- 1974: Eine geschiedene Frau – Je später der Abend...
- 1976: Tatort – … und dann ist Zahltag
- 1979: PS – Feuerreiter
- 1981: Landluft
- 1981: Kümo Henriette – Ein Kapitän namens Schmidt
- 1982: Beim Bund – Jeder Punkt zählt
- 1983: Konsul Möllers Erben – Teil 3: 1890/2
- 1984: Schwarz Rot Gold – Blauer Dunst
- 1986: Sarah
- 1989: Abschied vom falschen Paradies
- 1991: Leonie Löwenherz – Kleinstadt-Safari

## Hörspiele
- 1973: Anestis Logothetis: Kybernetikon – Regie: Siegfried Behrend – NDR/SR/HR
- 1973: Hans Egon Jürgensen: Millionär in't Hus – Regie: Rudolf Beiswanger – NDR
- 1974: Fritz Völker: Madamm – Regie: Hermann Lenschau – NDR
- 1974: Rudolf Koch: Lock in de Büx – Regie: unbekannt – NDR

(Quelle: ARD-Hörspieldatenbank)